# Heroes (album de Sabaton)
Pour les articles homonymes, voir Heroes (homonymie).
Albums de Sabaton
Carolus Rex
(2012) The Last Stand (album de Sabaton)
(2016)
Singles
1. To Hell And Back
Sortie : 28 mars 2014
2. Resist and Bite
Sortie : 2 mai 2014

Heroes est le septième album du groupe de heavy metal suédois Sabaton. Au lieu de se concentrer seulement sur des batailles comme ce fut le cas par le passé, cet album est dédié à des héros de guerre.

## Liste des pistes
| 1.    | Night Witches       | 588 NBAP                                                                        | 3:01 |
| 2.    | No Bullets Fly      | L'incident de Charlie Brown et Franz Stigler                                    | 3:38 |
| 3.    | Smoking Snakes      | Au sujet de Arlindo Lúcio da Silva, Geraldo Baeta da Cruz et Rodrigues de Souza | 3:15 |
| 4.    | Inmate 4859         | Witold Pilecki                                                                  | 4:26 |
| 5.    | To Hell and Back    | Audie Murphy et plus généralement le Trouble de stress post-traumatique         | 3:27 |
| 6.    | The Ballad of Bull  | Leslie « Bull » Allen                                                           | 3:53 |
| 7.    | Resist and Bite     | Les Chasseurs ardennais                                                         | 3:27 |
| 8.    | Soldier of 3 Armies | Lauri Törni                                                                     | 3:38 |
| 9.    | Far from the Fame   | Karel Janoušek                                                                  | 3:47 |
| 10.   | Hearts of Iron      | La Bataille d'Halbe, Walther Wenck                                              | 4:28 |
| 37:00 |                     |                                                                                 |      |

## Classements et certifications
| Classement                | Meilleure position | Nombre de semaines |
| ------------------------- | ------------------ | ------------------ |
| Suède (Sverigetopplistan) | 16                 | 1                  |